# 저우바오중

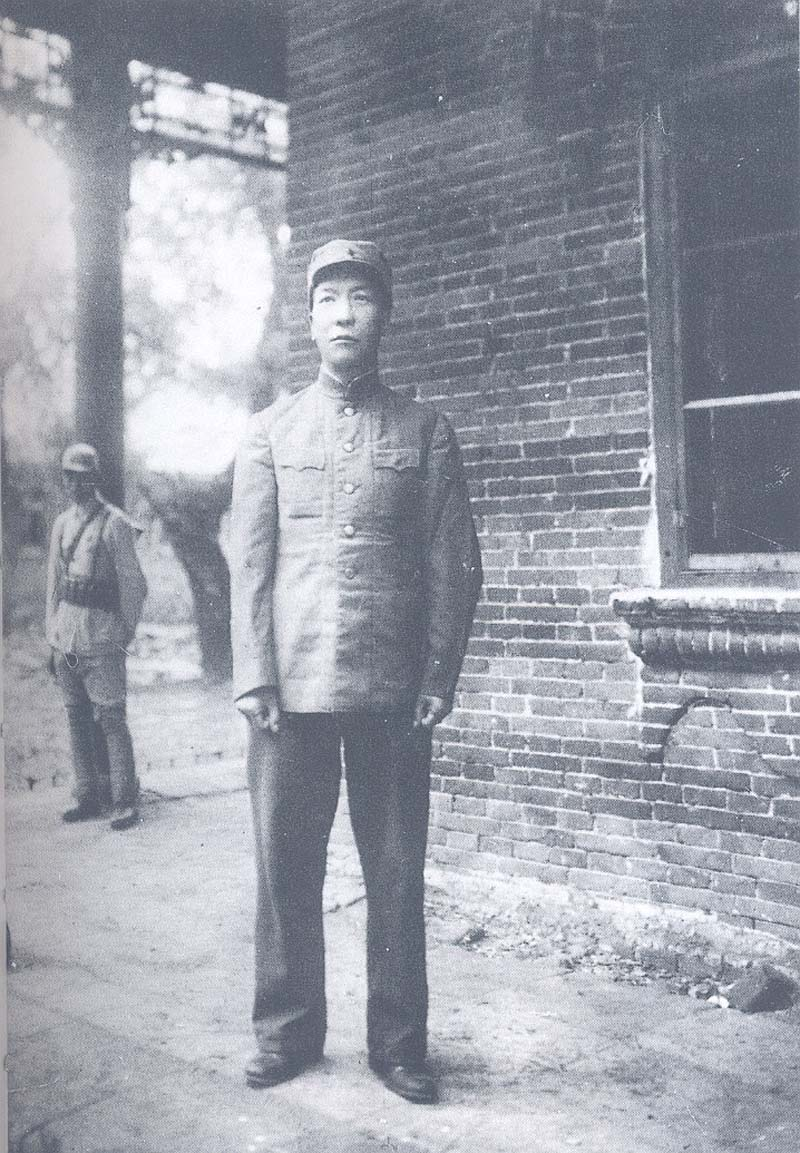
저우바오중 (1946년 8월에 옌지에서 촬영)

저우바오중(중국어: 周保中, 한자음: 주보중, 1902년 ~ 1964년 2월 2일)은 중국의 항일운동가, 군인, 정치인으로 바이족 출신이다. 만주사변 이후에 김일성, 최용건을 비롯한 조선인 항일 빨치산 대원들이 소속되어 있던 동북항일연군에서 제2로군 총사령관으로 복무했으며 동북항일연군이 소련군 제88독립저격여단에 인계된 이후에는 여단장으로 복무했다.
소련군의 만주 침공 이후에는 소련군 창춘 위수 부사령관으로 복무했고 국공 내전에서는 동북인민해방군 부사령관으로 복무했다. 중화인민공화국 건국 이후에는 윈난성 인민 정부 부주석, 중국 공산당 중앙위원회 후보위원 등을 역임했다.

## 생애
1902년에 윈난성 다리현(현재의 다리 바이족 자치주)에서 태어났다. 15세 시절이던 1917년에 쑨원이 주도한 호법 운동에 참가했고 1922년부터 1924년까지 윈난 육군 강무당에 재학했다. 1926년부터 국민혁명군 제6군으로 활동하면서 중국 국민당의 북벌에 가담했다.
1927년 7월에 후베이성 우한시에서 중국 공산당에 입당했다. 1927년 12월에 후난성, 저장성, 허베이성 등에서 수송 및 연락 임무에 참여하는 한편 국민혁명군 제6군에서 18사단 부사단장으로 복무했다. 1928년에는 소련 모스크바에 위치한 국제레닌학교로 유학을 떠났다.

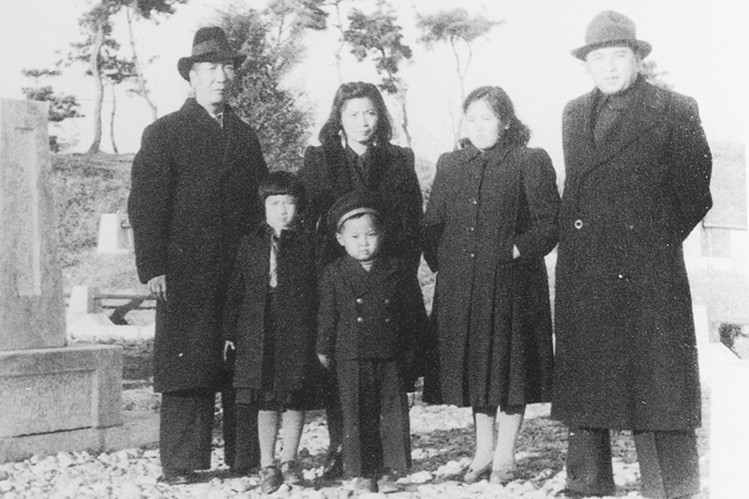
저우바우중 가족과 김일성 가족

### 항일무장투쟁
1931년 9월에 만주사변이 일어나자 중국으로 돌아와서 중국 공산당 만주성 위원회 군위 서기로 근무했고 랴오닝성 등에서 김일성, 최용건을 비롯한 여러 조선인들과 협력해 항일 게릴라 조직을 구성했다. 1935년에 동북항일연군이 조직되자 제2군 군장으로 임명되었고 1937년에 있었던 연합군 개편 과정에서 제3로군 군장으로 임명되어 지린성 동부의 산악 지대에서 활동했다. 일본군의 대대적인 소탕 작전으로 큰 타격을 입자 1940년에 소련 극동 지방으로 탈출해 소련군 산하 제88독립저격여단의 여단장(중령)으로 복무했다.
1945년 8월에 일어난 소련군의 만주 침공과 함께 중국으로 돌아가서 소련군 창춘 위수 부사령관에 임명되었다. 1945년 9월에는 옛 동북항일연군이 동북인민자위군으로 개칭되면서 총사령관으로 임명되었다. 1945년 10월 31일에는 옛 동북항일연군과 토착 무장 조직을 규합하여 동북인민자치군이 새로 편성되면서 린뱌오 총사령관에 의해 부총참모장으로 임명되었다.
1946년 1월 14일에 동북인민자치군이 동북민주연군으로 개칭되자 린뱌오 사령관에 의해 부사령관에 임명되었다. 중국 국민당과 중국 공산당 간의 국공 내전이 개시되자 1946년부터 1948년까지 일어난 제1차 창춘시 해방 전투에서 활약했다. 1948년 10월에는 제2차 창춘시 해방 전투에 참가했다. 그러나 1948년 1월에 동북민주연군이 동북인민해방군으로 개칭되었고 1948년 11월에 제4야전군으로 개편되면서 부사령관에서 해임되었다.

### 중화인민공화국 건국 이후
1949년 10월에 중화인민공화국 건국 이후에 1950년 2월부터 윈난성 인민 정부 부주석, 서남군정위원회 정법위원회 주임 겸 민정부장 등을 역임했다. 1951년 10월부터 1957년 5월까지 윈난 대학 총장을 역임했고 1953년 8월부터 1954년 10월까지 서남 정법 학원 원장 겸 당위원회 서기를 지냈다. 1954년 9월 29일에 열린 제1기 전국인민대표대회 제1차 회의의 결정에 따라 국방위원회 위원으로 임명되었으며 1955년에는 1급 81훈장, 1급 독립자유훈장이 수여되었다.
1956년에는 전국인민대표대회 대표, 중국인민정치협상회의 상무위원으로 선출되었다. 1956년 9월에 열린 중국 공산당 제8차 당 대회에서는 당 중앙위원회 후보 위원으로 선출되었다. 1959년 4월 28일에는 제2기 전국인민대표대회 제1차 회의에서 민족위원회 위원으로 선출됨과 동시에 중화인민공화국 국방위원회 위원으로 임명되었다. 1964년 2월 2일에 베이징시에서 병으로 사망했다.

## 같이 보기
- 제88독립보병여단
- 김일성